# Prehistorik
Prehistorik è un videogioco a piattaforme a tema preistorico caricaturale, sviluppato e pubblicato dalla Titus Interactive nel 1991 per Amiga, Atari ST, PC (MS-DOS), Amstrad CPC e CDTV.

## Trama
Il giocatore impersona un uomo delle caverne afflitto da un appetito smisurato, per placare il quale si mette in marcia lungo un percorso di quattro livelli (caverne, ghiacciai, foreste e caverne vulcaniche), divorando tutto ciò che trova di commestibile. Per poter superare ogni singolo livello, il giocatore deve assicurarsi che il cavernicolo abbia soddisfatto la propria fame.
Per regolarsi, dovrà consultare un metro della sazietà, collocato in alto a destra sulla schermata, che assicurerà la possibilità di oltrepassare il livello quando diverrà completamente rosso. Alla fine di ogni livello, escluso il quarto e ultimo che si conclude con una scena finale, il giocatore deve affrontare un boss gigantesco.

## Modalità di gioco
Prehistorik è un platform classico bidimensionale con scorrimento orizzontale da sinistra a destra e viceversa; lo scorrimento avviene a scatti, una schermata intera alla volta. Colorato e vivace, accompagnato da musiche e spunti umoristici nella grafica e nelle idee, presenta una buona giocabilità. La facilità con cui si gestisce la partita e la fluidità della struttura generale ne hanno fatto un classico. Ad eccezione di un'ascia, ritrovabile lungo alcuni livelli durante l'avventura, il cavernicolo non avrà altra arma di difesa oltre alla propria clava.

### Animali e oggetti commestibili
Il troglodita può cibarsi di ogni essere vivente presente nei vari livelli, e cioè di dinosauri, orsi, pinguini, serpenti, giraffe e perfino esseri umani; dopo averli colpiti ripetutamente con la clava, i nemici restano storditi e possono essere catturati prima che si riprendano, così da aumentare l'indicatore del cibo. Inoltre si imbatterà in una grande quantità di cibi pronti, frutta e gusci d'uovo da frantumare.

### Oggetti bonus
Nel corso della partita, svariati oggetti torneranno utili al cavernicolo: un'ascia, che gli permetterà di abbattere con un solo colpo ogni preda; un talismano, che gli donerà una vita extra; una sveglia, che gli regalerà del tempo in più; una molla, con la quale salterà più in alto, e una bomba, con la quale abbatterà in un colpo solo tutti gli animali presenti sulla schermata. Alcuni di questi oggetti possono essere trovati singolarmente lungo il percorso, ma più spesso vengono elargiti, in virtù di una percussione con la clava, da parte di un misterioso eremita che appare tempestivamente in precisi luoghi (sempre gli stessi in ogni partita).

## Sequel
Venne seguito a breve distanza da un seguito: Prehistorik 2, pubblicato nel 1993 e radicalmente diverso dal suo predecessore nell'impianto del gioco, dato che lo scopo principale venne modificato nel completamento di livelli, senza alcuna necessità di mangiare a sazietà.